# 범털
《범털》은 2020년에 개봉한 대한민국의 영화이다.

## 캐스팅
- 이설구 : 범털 역
- 강인성 : 사형수 역
- 유상재 : 정태수 역
- 이현웅 : 왈왈이 역
- 이시후 : 신입 역
- 조명연 : 벌구 역
- 박진수 : 꼬마 역
- 문용일 : 개털 역
- 이풍운 : 꽃미남 역
- 김종태 : 좆밥 역
- 정우람 : 와꾸 역
- 이대진 : 갈치 역
- 이원욱 : 절도반장 역
- 최어준 : 도끼 역
- 김영일 : 연탄 역
- 민현 : 짱돌 역
- 계지현 : 영치반장 역
- 이정훈 : 영치반 역
- 김민 : KTX 역
- 양지호 : 보안과장 역
- 곽영재 : 교도부장 역
- 김설희 : 아내 역
- 홍순량 : 어머니 역
- 박준수 : 집게 / 개털방 1 역
- 김병철 : 뽕 1역
- 김태인 : 뽕 2 역
- 이창인 : 뽕 3 역
- 김재엽 : 뽕 4 역
- 권오윤 : 개털방 2 역
- 오현수 : 개털방 3 역
- 강병욱 : 경제방 1 역
- 김재민 : 경제방 2 역
- 최다빈 : 교도대 역
- 정승민 : 소지 역
- 전승재 : 용채 역
- 박종범 : 기결수 1 역
- 조명행 : 기결수 2 역
- 최문환 : 기결수 3 역
- 심명보 : 기동대 1 역
- 최정인 : 기동대 2 역
- 태윤 : 기동대 3 역
- 박호균 : 기동대 4 역
- 김사훈 : 깡패 1 역
- 채완민 : 깡패 2 역
- 오충환 : 깡패 3 역
- 강소백 : 깡패 4 역
- 정도영 : 당구장 주인 역
- 이상하 : 당구장 남 역

## 같이 보기
- 범털 2: 쩐의 전쟁